# 楊譚
楊譚（?—?），西汉华阴县（今陕西省华阴市）人，字翁君。司馬遷的外曾孫，杨敞的孙子，楊賁的儿子，杨恽的侄子。
汉宣帝时任典属国。前63年，继承父亲楊賁之侯爵，为安平侯。他的叔叔杨恽被人告发有罪，削爵回家居住，他劝杨恽应耐心等候，朝廷或将再次任用他。杨恽不满有怨言，被马吏（管理馬廄的官吏）「成」听说，上书告发，前54年，楊恽被斩。楊譚也因为楊恽之案，被連坐而免爵，贬为庶人。「成」因此功，而封为郎官。